# مشروع وجبة الظهيرة
هو عبارة عن برنامج وُضِع من قِبَل الحكومة الهندية يهدف إلى تحسين التغذية بمدارس الأطفال في كل أنحاء البلاد.
فالبرنامج يوفر وجبات غَدَاء مجانية لطلبة المرحلة الابتدائية وما يليها، وذلك في أيام الدراسة.
والحكومة الهندية تقدَّمَت لمساعدة المجلس المحلي ومشروع كفالة التعليم بالإضافة إلى مساعدة مراكز التعليم البديلة أيضًا.
أما (المدارس)و (المكاتب) فقد دُعِموا من حركة التعليم للجميع (SSA) ومن المشروع القومي لعمالة الأطفال(NCLP)  وهو بدوره يخدم 120، 000,000 طفل ويدعم 1، 265,000 مدرسة  ويساند العديد من مراكز كفالة التعليم، فيُعَد بدورِه الأكبر من نوعهِ في العالم.